# Sapucaia (Pará)
Sapucaia est une municipalité brésilienne située dans l'État du Pará.